# Körmöczi Emil
Körmöczi Emil, születési és 1893-ig használt nevén Goldhammer Manó, névváltozata: Körmöczy Emil (Kecskemét, 1868. november 14. – Budapest, 1949. december 19.) orvos, belgyógyász, igazgató főorvos, egészségügyi főtanácsos, Körmöczi Zoltán (1876–1958) fogorvos, lapszerkesztő bátyja.

## Életpályája
Goldhammer Mór (1824–1918) és Stern Jozefa harmadik gyermekeként született zsidó családban. Hét testvére volt. Középiskolai tanulmányait a Ciszterci Rend Székesfehérvári Katolikus Főgimnáziumában végezte (1879–1887), majd a Budapesti Tudományegyetem Orvostudományi Karának hallgatója lett, ahol 1893. január 14-én orvosdoktorrá avatták. Első páciensei között volt saját apja, aki 1893. január 13-án Jánosházán a vasúti kocsiból kilépve megcsúszott és esésekor súlyosan megsérült. Félévig az egyetemi Gyógyszertani Intézeténél volt gyakornok, majd másfél évig külföldi tanulmányúton vett részt, ahol főleg a hematológiát tanulmányozta. Hazatérése után 1910-ig a Szent István Kórházban segéd- és alorvos, majd engedményes rendelőorvos volt. 1910-ben mint főorvos a Charité Poliklinika II. sz. Belgyógyászati Osztályára került. Az első világháború idején a Boráros téri Betegnyugvó-Állomáson és Kisegítő-kórházban teljesített szolgálatot. 1915 májusában a Vörös Kereszt-Egylet főorvosává nevezték ki. 1918-ban a Charité Poliklinika igazgató-főorvosának választották.
1898-ban lépett be a Budapesti Önkéntes Mentőegyesület (BÖME) tagjainak sorába; kezdetben úgynevezett bennlakó, laktanyás mentőnek hívták, majd ellenőrző orvos, s előléptetése után főorvos lett. Országszerte előadásokat és tanfolyamokat tartott. A BÖME 1922. augusztus 29-i közgyűlésén első főorvossá léptették elő. Hamarosan pedig igazgató-helyettesi tisztséget nyert. 1925-től ő töltötte be az igazgató főorvosi állást. Szolgálatai elismeréséül elnyerte a Mentő Egyesület bronz-, ezüst-, és aranyérmét. 1927 áprilisában a Mentőegyesület és a Charité Poliklinika fejlesztése körül végzett elévülhetetlen érdemeiért megkapta az egészségügyi főtanácsosi címet. 1931 áprilisi közgyűlésén a Pesti Izraelita Hitközség képviselőtestületének tagjává választották. 1938 novemberében saját kérelmére nyugalomba vonult.
A német megszállás előtt két nappal, 1944. március 17-én bejelentette áttérési szándékát a református egyháznál, s 1944. május 11-én kikeresztelkedett a református vallásra. A háborút követően a József körút 28. szám alatt és lakásán, a XI. kerületi Mányoki utca 5.-ben újból megkezdte belgyógyászati rendelését. 1946 és 1949 között a Deák Ferenc szabadkőműves páholy tagja volt. Halálát tüdőgyulladás, szívizomelfajulás okozta.
A Mentők Lapja című szaklap felelős szerkesztője és kiadója volt. Részt vett a Gutenberg nagy lexikon és az Uj Idők lexikona szerkesztési munkálataiban.
Felesége Császár Ilona Mária volt, Császár Sándor és Göbölös Erzsébet lánya, akivel 1941. augusztus 19-én Budapesten kötött házasságot.

## Művei
- Lymphaemiába átmenő súlyos anaemia esete. – A bacteriologiai vérvizsgálatok diagnosticus értékéről, különös tekintettel a septico-pyaemia kórismézésére. Fischer Aladárral. (Magyar Orvosi Archivum, 1897, 6.)
- Adatok a pseudoleukemia tanához. Feldmann Ignáccal. (Magyar Orvosi Archivum, 1897, 4.)
- Heveny lefolyású pseudoleucaemia esete. (Orvosi Hetilap, 1898, 2–3)
- Az infectiosus megbetegedések hatása a leukaemiára. (Orvosi Hetilap, 1899, 51.)
- Streptococcus-infectio által okozott polymyositis. (Polymyositis streptomycotica). (Orvosi Hetilap, 1902, 26.)
- A vérbetegségeinek gyógyítása. Budapest, 1904
- A vérvizsgálatokról, különös tekintettel a gyakorló orvos igényeire. (Gyógyászat, 1904, 42.)
- Hosszú ideig fennálló, jódkáli adagolására megszűnő lázak tertiaer luesnél. (Gyógyászat, 1905, 4.)
- Klinikai tapasztalatok normal laserum nagy mennyiségének bőr alá fecskendezésével. (Orvosi Hetilap, 1905, 28.)
- Adatok Budapest malariaviszonyaihoz és a koratavaszi malaria tanához. (Orvosi Hetilap, 1908, 9.)
- Az elvérzési halálról és annak meggátlásáról. (Jó Egészség, 1910, 20.)
- A vérben előforduló, protoozonokat utánzó képletekről. (Orvosi Hetilap, 1910, 45.)
- Adatok a granuloma malignum kryptogeneticum tanához. (Magyar Orvosi Archivum, 1911, 12.)
- A megalonospleniával szövődött haemolytikus ikterusról. (Budapesti Orvosi Újság, 1913, 7.)
- A nagy meleg által okozott balesetekről és az azoknál nyújtandó első segítségről. (Néptanítók Lapja, 1915, 33.)
- Az idegen testek lenyelése folytán támadt balesetekről és az ilyenkor nyújtandó első segítségről. (Néptanítók Lapja, 1917, 46.)
- A cukorbetegség korai felismerésének fontossága a diabetes therapiájában. (Gyógyászat, 1921, 51.)
- Első segítséget miképen nyújtunk? Budapest, 1923
- Az első segítségnyújtás. Budapest, 1929
- A koratavaszi maláriáról és járványtani jelentőségéről. (Gyógyászat, 1929, 29.)

## Díjai, elismerései
- Vöröskereszt hadiékítményes II. osztályú díszjelvénye (1916)
- Koronás arany érdemkereszt a vitézségi érem szalagján (1918)